# Ben Gordon (angielski piłkarz)
Benjamin Lawrence Gordon (ur. 2 marca 1991 w Bradford) – angielski piłkarz grający na pozycji lewego obrońcy w Birmingham City, do którego wypożyczony jest z Chelsea.

## Kariera klubowa
Ben Gordon piłkarską karierę rozpoczął w Leeds United, z którego w 2007 roku trafił do Chelsea. Regularnie występował w juniorach i rezerwach londyńskiego klubu. W marcu 2010 roku został wypożyczony do Tranmere Rovers. W jego barwach zadebiutował w przegranym 0:3 spotkaniu z Brighton & Hove Albion, w którym wystąpił przez pełne 90 minut. Łącznie rozegrał cztery ligowe mecze, następnie zaś powrócił do Chelsea. Latem 2010 roku na zasadzie wypożyczenia trafił do Kilmarnock. W Scottish Premier League zadebiutował 14 sierpnia w przegranym 1:2 spotkaniu z Rangers. Szybko wywalczył miejsce w podstawowym składzie i regularnie pojawiał się na boiskach szkockiej ekstraklasy. 10 listopada zdobył gola w pojedynku przeciwko Hamilton, przyczyniając się do zwycięstwa 3:0.
Na początku stycznia 2011 roku powrócił do Chelsea. Następnie został ponownie wypożyczony, tym razem do Scunthorpe United. Jednocześnie przedłużył swój kontrakt z londyńskim zespołem do 2013 roku. Latem 2011 przebywał na wypożyczeniu w Peterborough United. W styczniu 2012 roku został wypożyczony do Kilmarnock. W szkockim zespole był podstawowym zawodnikiem, w sezonie 2011/2012 zdobył wraz z nim Puchar Ligi Szkockiej – w finałowym meczu z Celtikiem (1:0) wystąpił przez pełne 90 minut. W sierpniu 2012 został ponownie wypożyczony, tym razem do Birmingham City.

## Kariera reprezentacyjna
W barwach narodowych po raz pierwszy wystąpił 5 sierpnia 2006 roku w meczu reprezentacji do lat 17 z Danią. W 2011 wraz z kadrą U-20 wziął udział w mistrzostwach świata w Kolumbii – w turnieju tym rozegrał dwa mecze.

## Sukcesy

### Kilmarnock
- Puchar Ligi Szkockiej: 2012